# Hôpital de Kabgayi
Hôpital de Kabgayi est un hôpital public rwandais subsidié du diocèse de Kabgayi qui fournit des services médicaux depuis le 9 septembre 1937. 

## Emplacement
L'hôpital de Kabgayi est situé dans la province du Sud, dans le district de Muhanga  secteur de Nyamabuye au Rwanda.

## Fonctionnement et services
L'hôpital Kabgayi  est un hôpital public qui fournit des services médicaux depuis 1937, initialement composé de 50 lits mais qui maintenant dessert les Rwandais en général. L'hôpital de Kabgayi compte 11 centres de santé et un dispensaire pénitentiaire, et dessert 344 000 habitants du district de Muhanga, Ruhango, Kamonyi et d'ailleurs dans le pays avec la capacité de 337 lits et de plus.
L'hôpital de Kabgayi propose une variété de services médicaux pour traiter de nombreuses maladies, notamment l'obstétrique, la chirurgie, l'ophtalmologie, la médecine générale et bien d'autres,.
L'hôpital est réputé pour offrir ses services aux patients, même s'il est souvent confronté aux contraintes d'un grand nombre de patients, ce qui signifie qu'il ne peut pas recevoir les patients rapidement, ce qui entraîne de longues files et le temps d'attente,,,.

## Projets
Le Ministère de la Santé, en collaboration avec le diocèse de Kabgayi, construit actuellement un nouveau bâtiment moderne et spacieux, dont le coût est estimé à 5 millions de francs rwandais. Déjà inauguré, le bâtiment est en voie d'achèvement[Quand ?]. Il devrait accueillir 180 lits pour les mères, contre seulement 98 lits auparavant. C'est donc une solution pour les mères qui étaient obligées de dormir dans des lits ou à l'extérieur en raison du manque de chambres et de lits pour les malades ou les parturientes.

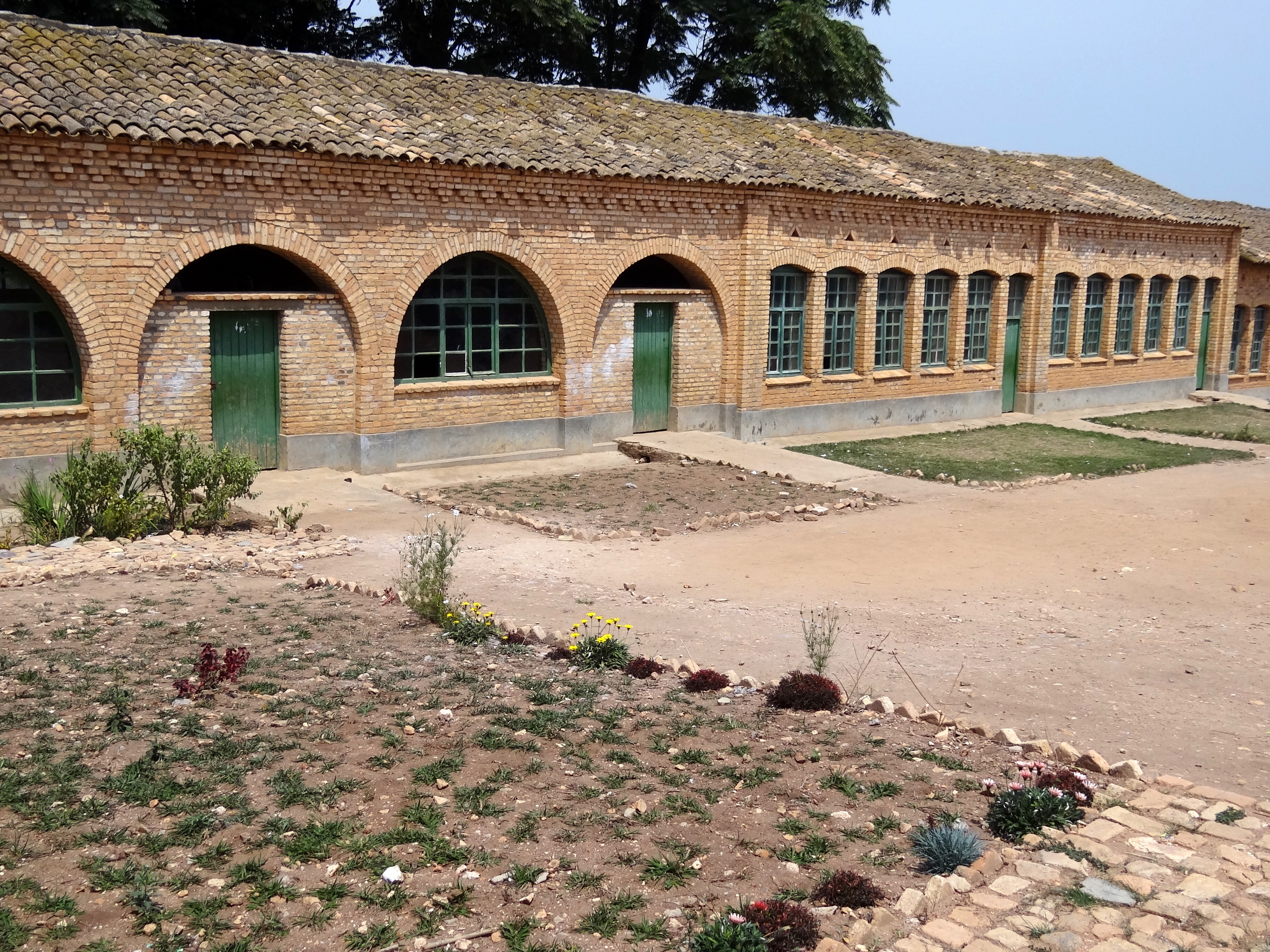
Kabgayi pendant la période coloniale

Le directeur de cet hôpital se réjouit qu'il sera plus facile d'accueillir les mères qui ont accouché et qu'elles bénéficieront de tout les soins, car le bâtiment répondra à toutes les exigences. Il y aura même un endroit pour accueillir les malades en général, alors qu'ils étaient envoyés au Centre Hôpital universitaire de Butare (CHUB) et Hôpital universitaire de Kigali (CHUK),.